# Symplocos dolichotricha
Symplocos dolichotricha är en tvåhjärtbladig växtart som beskrevs av Elmer Drew Merrill. Symplocos dolichotricha ingår i släktet Symplocos och familjen Symplocaceae. Inga underarter finns listade i Catalogue of Life.